# Martin Gebhardt
Martin Gebhardt ist ein Schweizer Oboist.
Geboren und aufgewachsen in Basel erhielt Gebhardt seine Ausbildung an den Musikhochschulen von Rotterdam und Zürich, wo er seine Studien 1988 bei Thomas Indermühle mit dem Konzertdiplom abschloss. Meisterkurse in Kammermusik besuchte er beim Flötisten André Jaunet, der ihm ein wichtiger Mentor wurde. Martin Gebhardt war bis 1998 in der Schweiz und in Deutschland als Solo-Oboist im Sinfonieorchester tätig. 
Der Gründer des Aulos Quartetts widmet sich seither ganz der kammermusikalischen und solistischen Tätigkeit sowie dem Unterricht. 
Das Aulos Quartett formierte sich im Jahre 1999 als Zürcher Oboenquartett. Nach dem erfolgreichen Start mit verschiedenen Konzerten in der Schweiz während der Saison 2000 folgten internationale Auftritte vor allem in Tschechien, den USA und Deutschland. 
Mit diesem Quartett sind mittlerweile zwei CDs erschienen. 
2007 erschien eine Aufnahme der A-Dur-Sonate César Francks  mit der Pianistin Nadja Dan Cerkavska.
Gebhardt ist zudem Musikalischer Leiter des ersten Schweizerischen Oboenorchesters. In dieser Funktion ist er ebenso Teil des Vorstandes des dazugehörigen Vereins camerata auletica.